# Merocausta
Merocausta là một chi bướm đêm thuộc họ Geometridae.